# Shehu Shagari
Shehu Shagari (Shagari, 25 de febrero de 1925-Abuya, 28 de diciembre de 2018) fue un político nigeriano que fue el primer presidente de Nigeria elegido democráticamente, tras el traspaso de poder por parte del jefe de Estado militar General Olusegun Obasanjo en 1979, que dio lugar a la Segunda República Nigeriana.

## Biografía
Shehu Usman Shagari nació el 25 de febrero de 1925  en Shagari hijo de un musulmán suní fulani. La ciudad de Shagari fue fundada por su bisabuelo, Ahmadu Rufa'i. Se crio en una familia polígama, y era el sexto hijo de la familia. Su padre, Aliyu Shagari, fue el Magajin Shagari (magaji significa jefe de aldea). Antes de convertirse en Magajin Shagari, Aliyu era agricultor, comerciante y pastor. Sin embargo, debido a los ritos tradicionales que impedían a los gobernantes participar en los negocios, Aliyu renunció a algunos de sus intereses comerciales cuando se convirtió en Magaji. Aliyu murió cinco años después del nacimiento de Shehu, y el hermano mayor de éste, Bello, asumió brevemente el manto de su padre como Magajin Shagari.
Shagari comenzó su educación en una escuela coránica y luego se fue a vivir con unos parientes a un pueblo cercano, donde de 1931 a 1935 asistió a la escuela elemental de Yabo. En 1936-1940, fue a Sokoto para cursar estudios medios, y luego, de 1941 a 1944, asistió al Barewa College. Entre 1944 y 1952, Shagari se matriculó en la Escuela de Magisterio, en Zaria, Kaduna, Nigeria. De 1953 a 1958, Shagari consiguió un trabajo como profesor visitante en Sokoto. provincia. También fue miembro de la Junta Federal de Becas de 1954 a 1958.

## Trayectoria
Shehu Usman Shagari entró en política en 1951 cuando se convirtió en secretario del Congreso del Pueblo del Norte en Sokoto, Nigeria, cargo que ocupó hasta 1956. Sin embargo, sus primeras actividades políticas comenzaron en 1945, cuando, siendo profesor, fundó un grupo juvenil llamado Círculo Social Juvenil en Sokoto y se convirtió en su secretario. La organización se convirtió en uno de los grupos más pequeños que se unieron para formar parte del Congreso Popular del Norte (CPN), fundado en 1948.
En 1948, cuando el Dr. Nnamdi Azikiwe del Consejo Nacional de Nigeria y Camerún NCNC estaba de gira por Nigeria con el fin de recaudar fondos para enviar una delegación a Londres para pedir a la Oficina Colonial que derogara la Constitución de Richard por antidemocrática, Shehu Shagari, que era un gran lector del periódico West-African Pilot, fue el único hombre de origen Sokoto que asistió a esta reunión. Cuando el British funcionario provincial de educación fue informado de la asistencia de Shagari, se pospuso el aumento de su salario ese año como castigo.
El África Occidentaln Piloto fue prohibido en las escuelas de la región norte, y Shagari escribió para él un artículo para su resurgimiento en 1948. Al mismo tiempo, Shagari había empezado a abogar por la salida del dominio colonial, para lo que había elaborado un panfleto en hausa con poesías al que llamó «Anti Colonialista» y lo puso en circulación. En 1950, Shagari, un joven profesor de 25 años, fue nominado por un oficial de distrito británico H.A.S Johnson para participar en la Conferencia de Ibadán para debatir la Constitución de Richards.

### Elección al Parlamento
En 1954, Shehu Shagari fue elegido para su primer cargo público como miembro de la Cámara de Representantes federal por el Sokoto oeste. En 1958, Shagari fue nombrado secretario parlamentario (dejó el cargo en 1959) del primer ministro nigeriano, Sir Abubakar Tafawa Balewa, y ese año también fue ministro federal de Comercio e Industrias.

### Nombramientos ministeriales
De 1959 a 1960, Shagari fue el primer ministro federal de desarrollo económico de la Nigeria independiente, donde su ministerio se encargó de elaborar el plan de desarrollo de 1962-1968. El Ministerio de Desarrollo Económico de Shagari también fue responsable de la creación de la Junta de Desarrollo del Delta del Níger. De 1960 a 1962, fue ministro Federal de Pensiones, que acometió la misión de nigerianizar la función pública. De 1962 a 1965, Shagari fue nombrado ministro federal de Asuntos Internos. Desde 1965 hasta el primer golpe militar de enero de 1966, Shagari fue ministro federal de Obras y ejecutó muchos proyectos importantes, como el puente Eko Lagos, que fue el primer gran contrato de la constructora alemana Julius Berger en Nigeria, y la finalización del puente del Níger. que fue inaugurado en 1966 por el primer ministro Sir Abubakar Tafawa Balewa. En 1967, fue nombrado secretario del Fondo de Desarrollo Educativo de la provincia de Sokoto. De 1968 a 1969, Shagari obtuvo un cargo estatal en el Estado del Noroeste como Comisario de Establecimientos.
Como miembro del Parlamento y ministro federal, Shagari dirigió y formó parte de varias misiones nigerianas en el extranjero. Como ministro de Desarrollo Económico, formó parte de la delegación nigeriana en la Conferencia de Tánger de la Comisión Económica de las Naciones Unidas para África (CEPA), que dirigía el ministro de Finanzas Jefe Festus Okotie Eboh. En 1961, encabezó la delegación que asistió al décimo aniversario de la independencia de Libia. Ese mismo año, asistió a la conferencia ministerial del GATT en Ginebra, donde planteó la cuestión de la discriminación de la Comunidad Económica Europea contra países africanos como Nigeria, que entonces no estaban asociados a la CEE. Ese mismo año, encabezó una delegación a la Conferencia Parlamentaria de la Commonwealth (CPA) en Londres. Se convirtió en el presidente de la siguiente Conferencia de la CPA celebrada en Lagos entre octubre y noviembre de 1962.
En 1962, encabezó la delegación a la reunión de la CEPA en Addis Abeba, la tercera reunión de la comisión, la primera a la que Nigeria asistió como miembro de pleno derecho, donde instó firmemente a que se estableciera un acuerdo de estabilización de precios para los productos tropicales. En 1963, Shagari fue delegado de Nigeria en la reunión de la CPA en Kuala Lumpur. Luego, en diciembre de 1965, justo cuando Ian Smith hizo la Declaración Unilateral de Independencia, Shehu Shagari asistió a la conferencia de la APC en Wellington, Nueva Zelanda, donde criticó e hizo una denuncia explícita de la declaración de Ian Smith. En la misma reunión Shagari también expresó su preocupación por Rodesia, ahora Zimbabue, donde critica la política colonial británica y el manejo de la situación de Rodesia. El discurso de Shehu Shagari en la conferencia de la APC fue tan significativo y trascendental que recibió muchos elogios de otros delegados. Shehu Shagari tuvo un gran impacto en la política durante su mandato. También fue noticia en los periódicos neozelandeses Christchurch Star del 4 de diciembre de 1965, y The Morning Post de Wellington.
También encabezó una delegación en la primera sesión de la Comisión Económica y Social de la Organización de la Unidad Africana (OUA). Shagari también representó al primer ministro en distintas ocasiones, como cuando el presidente Gamal Abdel Nasser de Egipto invitó al primer ministro nigeriano Abubakar a inspeccionar las medidas de seguridad de Egipto. También representó al primer ministro Tafawa Balewa en el funeral de Winston Churchill.

### Caída de la Primera República
Tras el golpe de Estado nigeriano de 1966, Shagari se encontraba entre los funcionarios que entregaron el gobierno a la cúpula militar del general de división Aguiyi Ironsi. Regresó a Sokoto para promover la educación. En 1967 fue secretario ejecutivo del Fondo de Desarrollo Educativo de la provincia de Sokoto, donde construyó muchas escuelas provinciales. Más tarde fue nombrado Comisario de Establecimientos y Formación y también ocupó brevemente el cargo de Comisario de Educación en los desaparecidos Estados del Noroeste antes de ser invitado a servir bajo el Gobierno Militar Federal del Gral. Yakubu Gowon.

### Ministro tras la Guerra Civil
Tras la Guerra civil nigeriana, de 1970 a 1971, Shagari fue nombrado por el jefe de Estado militar, el general Yakubu Gowon, comisario federal para el desarrollo económico, la rehabilitación y la reconstrucción, que trabajó para llevar a cabo la política de reconciliación del Gobierno de Gowon. Shagari inició la reconstrucción y rehabilitación de escuelas, hospitales y otras infraestructuras en el sudeste. También emprendió la misión de persuadir a los habitantes del Sureste para que se reincorporaran a la función pública, al tiempo que negociaba la liberación de los presos políticos biafranos tras una carta que le escribió Pius Okigbo desde la prisión de Enugu.
De 1971 a 1975 fue comisario federal (cargo que ahora se denomina ministro) de Finanzas. Durante su mandato como comisario de finanzas de Nigeria, Shagari también fue gobernador del Banco Mundial y miembro del comité de los veinte del Fondo Monetario Internacional (FMI). Shagari, como ministro federal de Finanzas, también lanzó la actual moneda nigeriana naira. En 1976, Shagari puso en marcha el Fondo Fiduciario de Nigeria en el Banco Africano de Desarrollo con la suma de 100 millones de dólares para ayudar a los países africanos pobres a financiar algunos de sus proyectos de desarrollo.
Como ministro de Gowon, Shagari también emprendió una misión de paz para mediar entre Julius Nyerere de Tanzania e Idi Amin de Uganda con el fin de evitar la Guerra Uganda-Tanzania retirando sus tropas de las fronteras. Tras servir bajo las órdenes del general Yakubu Gowon, regresó de nuevo a Sokoto para ocupar el cargo de presidente de la Autoridad de Desarrollo Urbano del Estado de Sokoto (SUDA), durante el cual inició la construcción del Mercado Moderno de Sokoto. A raíz de las reformas de los gobiernos locales bajo el gobierno de Obasanjo. Shagari fue elegido consejero del gobierno local de Yabo en 1976.

### Elección a la presidencia
Posteriormente, formó parte de la asamblea constituyente de 1977-1978 que redactó la constitución de 1979. En 1978, Shehu Shagari fue miembro fundador del Partido Nacional de Nigeria. En 1979 Shagari fue elegido por el partido como candidato presidencial para las elecciones generales de ese año, que ganó con la ayuda de su jefe de campaña, Umaru Dikko. La campaña contó con el apoyo de muchos políticos destacados del Norte y entre las minorías del Sur. El lema del partido era «Una nación, un destino» y se consideraba el partido que mejor representaba la diversidad de Nigeria.

## Presidencia

Sello del presidente de la República Federal de Nigeria

### Economía
Durante el auge del petróleo, Shagari hizo de la agricultura, la industria, la vivienda y el transporte los principales objetivos económicos de su administración.

#### Agricultura
El gobierno de Shagari emprendió una «Revolución Verde», distribuyendo semillas y fertilizantes a los agricultores para aumentar la productividad agrícola en todo el país. El objetivo era fomentar el uso de maquinaria mecánica en la agricultura. Esta iniciativa favoreció a los agricultores a gran escala para producir en masa. También encargó la construcción de la presa de Bakalori, en el estado de Sokoto, el plan de regadío de South Chad, en el estado de Borno, la presa de Kafin Zaki, en el estado de Bauchi, la presa del río Ogun, en el estado de Ogun, la presa de Dadin Kowa Estado de Bauchi, presa de Goronyo, Estado de Sokoto, y presa de Zobe, Estado de Kastina.

#### Industria
En 1980, con los ingresos del petróleo, Shagari terminó la construcción de la refinería de Kaduna, que empezó a funcionar ese mismo año. También con los ingresos del petróleo, Shagari inició la construcción de la Acería de Ajaokuta, que estaba casi terminada en 1983. Se trata del mayor proyecto siderúrgico emprendido en África en el momento de su construcción. La acería ha sido calificada de «piedra angular de la industrialización de Nigeria».
Shagari terminó el complejo Delta Steel en 1982. En 1983, Shagari creó la Aluminium Smelter Company of Nigeria en Ikot Abasi. Se construyeron otras tres fábricas de laminación de acero, entre ellas las de Osogbo, Katsina y Jos. Sin embargo, Shagari redujo del 30% al 2% la parte de los cánones y rentas del petróleo que correspondía al Estado de origen. Shagari también creó un Instituto de Formación Petrolera.

#### Vivienda
En materia de vivienda, Shagari tenía el objetivo de construir 200.000 viviendas, pero en junio de 1983 sólo se habían terminado treinta mil (32.000) unidades. A pesar de sus deficiencias, es el mayor proyecto de vivienda pública que ha visto Nigeria.

#### Transportation
En materia de transporte, puso en marcha numerosas redes de carreteras por todo el país, incluidas las que conducen a la nueva capital federal Abuja. Otras redes de carreteras notables construidas son: Badagry-Sokoto, Lagos-Kano, Port Harcourt-Enugu, Kano-Bauchi, Warri-Okene, Abuja-Kaduna, Calabar-Ikom, Yola-Maiduguri, Mokwa-Bidda, Abuja-Keffi, Effurun-Patani-Kaiama, Jibia-Katsina, Kano-Kari y Potiskum-Maiduguri.
Shagari también construyó y mejoró algunos puertos marítimos, como el Complejo Portuario de Sapele y puso en marcha la Terminal Oceánica Federal de Port Harcourt. También se construyeron y modernizaron puertos interiores y se puso en marcha un nuevo puerto fluvial en Onitsha y otro puerto fluvial moderno para dar servicio a la acería de Ajaokuta.
En el ámbito de la aviación, Shagari creó el Ministerio de Aviación y construyó tres aeropuertos en Minna, Bauchi y Akure. También se adquirieron nuevos aviones de pasajeros para Nigerian Airways, entre ellos ocho Boeing 737s y cuatro Airbus A310s, durante los cuales Nigeria tuvo la mayor red aérea de África.

### Finanzas
La caída de los precios del petróleo iniciada en 1981 afectó a las finanzas del gobierno nigeriano. Shagari «se negó a aceptar» el ajuste estructural del FMI y el Banco Mundial a medida que avanzaba la crisis, e inició un Programa de Estabilización Económica para ayudar a proteger al país de un aterrizaje brusco desde los máximos anteriores de la década de 1970 y dirigir la economía hacia un crecimiento positivo. Los principales objetivos del programa eran limitar las licencias de importación, reducir el gasto público y aumentar los derechos de aduana. Sin embargo, el resultado del programa de estabilización fue mínimo.

### Corrupción
Aunque Shehu Shagari fue exonerado de estar personalmente implicado en prácticas corruptas, la Segunda República estuvo plagada de acusaciones de corrupción, incluidas las acusaciones de fraude electoral en las elecciones de 1983. Esto, unido a la caída de los precios mundiales del petróleo y al deterioro de las finanzas nacionales, provocó una situación de penuria que hizo que el régimen se volviera profundamente impopular entre los ciudadanos.
Sin embargo, antes de su destitución, en su segundo mandato, Shagari intentó frenar la corrupción a través del nuevo Ministerio de Orientación Nacional, dirigido por Yusuf Maitama Sule, que se creó exclusivamente con ese fin. Se introdujo un nuevo programa llamado Revolución Ética, que cuenta entre sus iniciativas con la famosa Guerra contra la Indisciplina, lanzada bajo el mandato del general Muhammadu Buhari. El ministerio sólo duró tres meses antes del golpe de 1983. En su breve segundo mandato, Shagari sólo mantuvo a 7 de los 45 ministros de la administración anterior para demostrar su compromiso en la lucha contra la corrupción. Sin embargo, esto no convenció a la junta militar que tomó el poder.

### En el gobierno
El gobierno de Shagari ha registrado varios éxitos en educación. En sus cuatro años de mandato, se produjo una mejora espectacular en las escuelas secundarias y se multiplicaron los profesores en las escuelas de magisterio. En 1981 se lanzó una campaña de alfabetización masiva, y en 1982 se introdujo un sistema educativo 6-3-3-5. El gobierno de Shagari también construyó varias instituciones terciarias en Nigeria. Se crearon nuevas universidades tecnológicas en los estados de Bauchi, Benue, Adamawa, Ondo, Imo y Osun. Se trata de la Universidad Federal de Tecnología de Yola; la Universidad Federal de Tecnología de Akure; la Universidad Federal de Tecnología de Owerri; la Universidad Federal de Tecnología de Minna; la Universidad Federal de Agricultura de Abeokuta; y la Universidad Abubakar Tafawa Balewa. El gobierno de Shagari también transformó otras siete facultades de educación en centros de enseñanza superior en Abraka, Ondo, Kano, Ado Ekiti, Bidda, Port Harcourt y Zaria, y creó otros ocho politécnicos federales en Ado Ekiti, Bidda, Bauchi, Idah, Uwana (Afikpo), Yola e Ilaro. La Universidad Federal Abierta de Nigeria también se creó al final del gobierno de Shagari, en 1981. También ofrecía becas a los estudiantes que cursaban estudios en el extranjero.
La presidencia de Shagari será recordada por sus grandes avances en el fomento de la participación de las mujeres y los jóvenes en la construcción de la nación. Al asumir el cargo, dio instrucciones a los estados para que, de los siete candidatos, presentaran al menos una mujer y un joven. Durante su campaña, eligió a una mujer del estado de Imo como compañera de fórmula, para que fuera su vicepresidenta. Sin embargo, ella declinó tras haber aceptado previamente, debido a la falta de apoyo de las partes interesadas en el sureste de Nigeria, a donde estaba destinada la candidatura a la vicepresidencia; fue la mujer nigeriana que más cerca ha estado nunca de la presidencia. No obstante, Shagari nombró a las primeras ministras y diplomáticas de Nigeria. Nombró a Ebun Oyagbola como ministra de Planificación Nacional y más tarde embajadora en los Estados Unidos Mexicanos de Panamá, Costa Rica y Guatemala y a la Sra. Janet Akinrinade como ministra de Estado de Asuntos Internos y a otras dos ministras, la Sra. Asinobi y la Sra. Ivasi. Asimismo, Elizabeth Ogbon fue nombrada cónsul general en Hamburgo (Alemania) y R. Mohammed fue embajadora de Nigeria en Botsuana y Zimbabue. En cambio, varios jóvenes se habían incorporado al gobierno de Shagari como ministros y asesores. Uno de los más famosos es el profesor Pat Utomi, que tenía 29 años cuando fue nombrado asesor económico. Ministros nombrados con poco más de 30 años son Audu Innocent Ogbeh (32) y Bello Maitama Yusuf (34). Muchos de los ministros del gabinete tenían menos de 50 años.

### Asuntos nacionales
Durante el mandato de un año de la administración Shagari se produjo un rápido crecimiento de la capacidad de las Fuerzas Armadas nigerianas. Nigeria adquirió la mayoría de sus armas sofisticadas durante este tiempo hasta las recientes actualizaciones y adquisiciones. Las adquisiciones militares bajo Shagari siguen siendo las más elevadas de la historia de Nigeria. Incluyen los aviones de combate alfa, los aviones de combate MIG, 3 aviones de transporte Hércules C-130H-30, helicópteros de combate, entre otros. El NNS Aradu (F89), que es el buque más sofisticado de la Armada nigeriana, fue adquirido durante su mandato.

### Asuntos exteriores
La presidencia de Shagari mantuvo la política exterior de Nigeria desde 1960, centrada en África. El propio Shagari no era nuevo en las relaciones exteriores, ya que había dirigido varias delegaciones nigerianas en misiones extranjeras desde la independencia. Su presidencia defendió y actuó con rigor contra el apartheid en Sudáfrica y el gobierno de la minoría blanca en Zambia y Zimbabue. La lucha por la liberación era una tarea que debía llevar a cabo la presidencia de Shagari. En varias ocasiones dio a conocer su postura en todos los lugares en los que estuvo, incluidas sus visitas de Estado al Reino Unido y a Estados Unidos, donde el presidente Jimmy Carter le felicitó por la independencia de Zimbabue. La correspondencia entre el presidente Shagari y la primera ministra Margaret Thatcher demuestra que ha presionado tanto a Gran Bretaña en relación con la independencia de Zimbabue hasta el punto de poner en peligro la relación entre ambos países.
En 1980, durante la celebración de la independencia de Zimbabue, el presidente Shagari prometió 15 millones de dólares en la celebración para formar a zimbabuenses en Zimbabue y a expatriados en Nigeria. El gobierno de Mugabe utilizó parte del dinero para comprar empresas periodísticas propiedad de sudafricanos, aumentando así el control del gobierno sobre los medios de comunicación. El resto se destinó a la formación de estudiantes en universidades nigerianas, funcionarios en la Escuela de Personal Administrativo de Nigeria en Badagry, y soldados en la Academia de Defensa nigeriana en Kaduna. Ese mismo año, Mugabe encargó a la BBC un informe sobre la libertad de prensa en Zimbabue. La BBC publicó su informe el 26 de junio, recomendando la privatización de la Zimbabwe Broadcasting Corporation y su independencia de intereses políticos.
Shagari también intentó crear lazos entre Nigeria y los afroamericanos durante sus visitas a Estados Unidos. En Harlem, donde visitó por primera vez y organizó una cena para líderes negros, hizo un llamamiento a la necesidad de establecer lazos económicos con los afroamericanos. Sin embargo, tras las elecciones generales estadounidenses de 1980, en las que se eligió al presidente Ronald Reagan, las relaciones entre Nigeria y Estados Unidos se deterioraron, especialmente durante el boicot a los Juegos Olímpicos de Verano de 1980, en los que Nigeria se negó a participar. El presidente Shagari insistió en mantener la política de no alineación de Nigeria y participó en los Juegos Olímpicos de Rusia a pesar de la presión ejercida por la Administración Carter, que envió al famoso boxeador Mohammed Ali a Nigeria. Shagari se negó a ver a Mohammed Ali durante su gira de presión.
Nigeria mantenía disputas fronterizas con Chad y Camerún que estuvieron a punto de desembocar en una situación de guerra, pero que Shagari evitó cautelosamente. El gobierno de Shagari fue un gran defensor de la CEDEAO y asignó un terreno para la construcción de su sede en Abuja. Pero a pesar de que el gobierno de Shagari hizo las paces con sus vecinos, en 1983 exilió a los inmigrantes indocumentados, en su mayoría ghaneses. Aunque popular entre los nigerianos, la medida fue muy criticada por los comentaristas. Se la conoce como Ghana Must Go, la Deportación de inmigrantes de África Occidental desde Nigeria.

## Fin de la Segunda República
Shagari se presentó a un segundo mandato de cuatro años en 1983 y ganó las elecciones generales antes de ser derrocado y detenido por el general Muhammadu Buhari en un golpe militar el 31 de diciembre de 1983.

## Muerte
El 28 de diciembre de 2018, sobre las 18:30 horas, Shehu Shagari falleció a causa de una breve enfermedad en el Hospital Nacional de Abuya, donde se encontraba ingresado y bajo tratamiento antes de su muerte. Lo confirmaron su nieto Bello Bala Shagari y Aminu Waziri Tambuwal en tuits similares en el momento de su muerte.